# Claudia Salman-Rath
Claudia Salman-Rath, geb. Rath, (* 25. April 1986 in Hadamar, Hessen) ist eine ehemalige deutsche Leichtathletin, die auf den Siebenkampf spezialisiert war und auch im Weitsprung erfolgreich war.

## Berufsweg
Neben ihrer sportlichen Aktivität erlernte Rath den Beruf der Erzieherin für Behinderte. 2010 ging Rath zur Bundeswehr und wurde dort der Sportfördergruppe in Mainz zugeteilt. Seit 2011 studiert die Hochleistungssportlerin „Soziale Arbeit“ an der Hochschule Rhein-Main.

## Sportliche Karriere
Bereits im Vorschulalter wurde Claudia Rath von ihren zwei älteren, sportbegeisterten Schwestern mit den vergleichenden Wettbewerbsbedingungen der Lauf- und Sprungdisziplinen der Leichtathletik bekannt gemacht; fortan stellte auch sie sich ihnen mit stetig zunehmenden Erfolgen.
Wegen ihres breit gefächerten Leistungsspektrums spezialisierte sich die heranwachsende Spitzensportlerin (Deutsche B-Jugendmeisterin/Einzeldisziplin) auf den Mehrkampf. Die Athletin tritt sowohl im Fünfkampf als auch im Siebenkampf bei nationalen und internationalen Wettbewerben an.
Die Wettkampfstärke Raths basiert vor allem auf den Lauf- und Anlaufdisziplinen – den Speerwurf und das Kugelstoßen bezeichnet sie als ihre Wackeldisziplinen. Ihre Lieblingsdisziplin ist ihren Angaben zufolge der Weitsprung, bei dem sie regelmäßig ihre Gesamtplatzierung verbessert. Der den Siebenkampf abschließende und oft die letzten Kräfte der Athletinnen fordernde 800-Meter-Lauf ist eine ihrer stärksten Disziplinen, in dem Rath bei ihrem Schlussspurt sehr oft die in den Wurfdisziplinen vermeintlich verloren gegangene Rangordnung wieder zu ihren Gunsten korrigiert.
Ihren ersten nationalen Titel gewann Rath 2003, als sie in Fulda Deutsche B-Jugendmeisterin über 400 Meter Hürden wurde. Im August 2004 nahm sie im französischen Mérignac erstmals im Siebenkampf an einem internationalen Wettbewerb teil. 2008 wurde sie in dieser Disziplin Deutsche Juniorenmeisterin.
Im Jahr 2009 belegte Rath bei der deutschen Meisterschaft im Siebenkampf den 2. Platz.
Ihre aktive Laufbahn hatte sie bei der LG Dornburg im Westerwald begonnen; seit dem 1. Januar 2010 startet sie für die LG Eintracht Frankfurt. Bei einer Größe von 1,75 m hat die Leichtathletin ein Wettkampfgewicht von 65 kg.
Im Januar 2010 wurde sie in Frankfurt-Kalbach Deutsche Hallenmehrkampfmeisterin im Fünfkampf und stellte in diesem Wettbewerb mit 4274 Punkten eine neue persönliche Bestleistung auf.

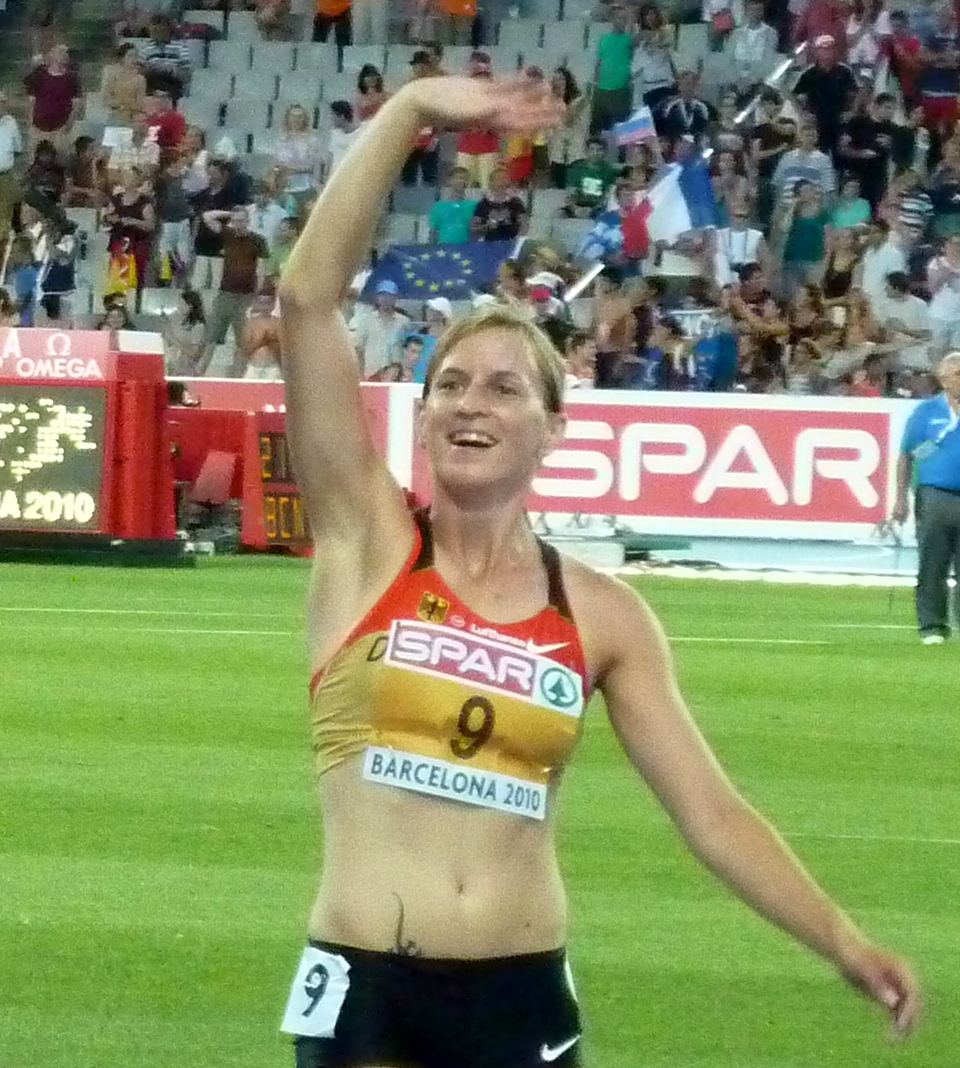
Claudia Rath bei der Ehrenrunde nach den Europameisterschaften 2010 in Barcelona

Obwohl sie die Qualifikationskriterien für die Europameisterschaften in Barcelona knapp unterschritten hatte, nominierte der DLV die Athletin wegen ihrer guten Ergebnisse in den Lauf- und Sprungdisziplinen für die Europameisterschaften. Rath bedankte sich in Barcelona für das in sie gelegte Vertrauen mit einem persönlichen Rekord von 6107 Punkten und klopfte mit ihrem 11. Platz (siehe Foto auf der Ehrenrunde) erstmals an der europäischen Spitze des Siebenkampfes an. Kurz darauf gewann sie in der Einzel- und auch in der Mannschaftswertung die deutsche Mehrkampfmeisterschaft 2010 im Freien.
2011 konnte Rath ihre deutschen Meistertitel in der Halle und im Freien verteidigen.
Bei den Europameisterschaften 2012 in Helsinki erreichte sie, mit einem neuen persönlichen Rekord von 6210 Punkten, den 7. Platz und bestätigte damit ihre Zugehörigkeit zur europäischen Elite in der „Königsdisziplin der Leichtathletik“, dem Mehrkampf.
Im Mai 2012, bei dem traditionell immer hochkarätig besetzten Mehrkampf-Meeting im österreichischen Götzis, verbesserte Rath ihre am besten notierte Gesamtleistung und erreichte dabei in beiden Wurfdisziplinen (Kugelstoßen und Speerwurf) jeweils persönliche Rekordmarken. Mit ihren 6189 Punkten in der Schlusswertung erfüllte Rath die A-Norm-Kriterien für die Olympischen Spiele in London, wurde aber von Julia Mächtig beim nachfolgenden Qualifikations-Meeting in Ratingen, an dem Rath nicht teilnahm, in der Punktewertung überboten und verpasste als viertplatzierte Deutsche in der Qualifikation die Teilnahme an den Olympischen Spielen knapp.
Im Juni 2013 erhöhte sie im Juni beim Mehrkampf-Meeting in Ratingen ihre Bestmarke auf 6317 Punkte, womit sie sich als Wettkampfzweite gleichzeitig für die Weltmeisterschaften in Moskau qualifizierte. Dabei stellte sie persönliche Bestleistungen in drei Disziplinen auf. Bei den Weltmeisterschaften in Moskau im August 2013, präsentierte sich Rath erneut in Bestform und erzielte wieder in drei Disziplinen persönliche Bestleistungen (Weitsprung, Hochsprung und 800-Meter-Lauf). Sie verbesserte dabei auch ihre persönliche Siebenkampfbestleistungswertung gleich um 145 Punkte auf 6462 Punkte. Im finalen 800-Meter-Lauf siegte sie mit mehreren Metern Vorsprung und verbesserte ihre eigene Bestmarke in ihrer Paradedisziplin um zwei Sekunden. Beim Start schon auf Platz 6 der Gesamtwertung liegend, verwies Rath in ihrem Schlussspurt gleich zwei vor ihr liegende Wettbewerbsteilnehmerinnen auf die Plätze und verpasste Edelmetall nur um eine einzige Sekunde. Mit ihrem 4. Platz in der Schlusswertung etablierte sich die vierfache Deutsche Meisterin endgültig in der Weltspitze des Siebenkampfes.
Im März 2017 kam Salman-Rath bei den Halleneuropameisterschaften in Belgrad mit persönlicher Bestleistung von 6,94 m im Weitsprung auf den 3. Platz. Beim Mehrkampf-Meeting Götzis in Österreich belegte sie mit persönlicher Bestleistung von 6580 Punkten den 5. Platz. Im nordfranzösischen Lille wurde sie Team-Europameisterin, wozu sie durch einen Sieg im Weitsprung beitrug. In Erfurt wurde sie Deutsche Meisterin im Weitsprung. Bei den Weltmeisterschaften in London kam Salman-Rath mit 6362 Punkten im Siebenkampf auf den 8. Platz. Den Einzug ins Weitsprungfinale verpasste sie mit 6,54 m um zwei Zentimeter und belegte damit den 10. Platz.
2018 musste Salman-Rath Anfang Februar die komplette Saison aus gesundheitlichen Gründen absagen und unterzog sich nach November 2017 einer zweiten Operation am Knie, um 2019 wieder konkurrenzfähig zu sein.
Im Mai 2021 wurde bekannt, dass Claudia Salman-Rath ihre sportliche Karriere abgeschlossen hat.

## Bestleistungen
(Stand: 11. August 2017)
| Halle        | Halle              | Halle              | Halle                      |
| Disziplin    | Resultat           | Datum              | Ort                        |
| ------------ | ------------------ | ------------------ | -------------------------- |
| 60 m         | 8,06 s             | 11. Januar 2009    | Frankfurt-Kalbach          |
| 200 m        | 24,57 s            | 22. Januar 2017    | Frankfurt                  |
| 400 m        | 56,30 s            | 1. Februar 2003    | Hanau                      |
| 800 m        | 2:09,19 min        | 14. Februar 2016   | Tallinn (Estland)          |
| 60 m Hürden  | 8,43 s             | 7. März 2014       | Sopot (Polen)              |
| Hochsprung   | 1,81 m             | 14. Februar 2016   | Tallinn (Estland)          |
| Weitsprung   | 6,94 m             | 5. März 2017       | Belgrad (Serbien)          |
| Kugelstoßen  | 13,66 m            | 7. März 2014       | Sopot (Polen)              |
| Fünfkampf    | 4688 Punkte        | 14. Februar 2016   | Tallinn (Estland)          |
| Freiluft     |                    |                    |                            |
| Disziplin    | Resultat           | Datum              | Ort                        |
| 100 m        | 12,40 s (−0,5 m/s) | 24. Mai 2003       | Gelnhausen                 |
| 200 m        | 23,62 s (+0,7 m/s) | 27. Mai 2017       | Götzis (Österreich)        |
| 400 m        | 55,67 s (+0,7 m/s) | 4. Juli 2004       | Jena                       |
| 800 m        | 2:05,54 min        | 28. Mai 2017       | Götzis (Österreich)        |
| 100 m Hürden | 13,44 s (+0,6 m/s) | 22. August 2015    | Peking Weltmeisterschaften |
| Hochsprung   | 1,83 m             | 12. August 2013    | Moskau Weltmeisterschaften |
| Weitsprung   | 6,86 m (+1,7 m/s)  | 28. Mai 2017       | Götzis (Österreich)        |
| Kugelstoßen  | 14,00 m            | 27. Mai 2017       | Götzis (Österreich)        |
| Speerwurf    | 43,65 m            | 18. September 2016 | Talence (Frankreich)       |
| Siebenkampf  | 6580 Punkte        | 28. Mai 2017       | Götzis (Österreich)        |

## Erfolge

### National
- 2003: Deutsche B-Jugendmeisterin (400 m Hürden)
- 2008: Deutsche Juniorenmeisterin (Siebenkampf, 5697 Punkte)
- 2009: Deutsche Vizemeisterin (Siebenkampf, 5941 Punkte)[9]
- 2010: Deutsche Meisterin (Siebenkampf, 6107 Punkte)
- 2010: Deutsche Hallenmehrkampfmeisterin (Fünfkampf)
- 2011: Deutsche Meisterin (Siebenkampf)
- 2011: Deutsche Hallenmehrkampfmeisterin (Fünfkampf)
- 2017: Deutsche Hallenmeisterin (Weitsprung)
- 2017: Deutsche Meisterin (Weitsprung)

### International
- 2010: Platz 11 bei den Europameisterschaften in Barcelona (6107 Punkte = persönliche Bestleistung)
- 2012: Platz 15 beim Mehrkampf-Meeting Götzis in Österreich (6189 Punkten = persönliche Bestleistung)[10]
- 2012: Platz 7 bei den Europameisterschaften Helsinki (6201 Punkte = persönliche Bestleistung)[11]
- 2013: Platz 9 beim Mehrkampf-Meeting Götzis in Österreich
- 2013: Platz 4 bei den Weltmeisterschaften in Moskau (6462 Punkte = persönliche Bestleistung)[6]
- 2014: Platz 8 bei den Europameisterschaften in Zürich (6225 Punkte)
- 2016: Platz 14 bei den Olympischen Spielen 2016 in Rio de Janeiro (6270 Punkte)
- 2017: Platz 3 im Weitsprung bei den Halleneuropameisterschaften in Belgrad (6,94 m = persönliche Bestleistung)
- 2017: Platz 5 beim Mehrkampf-Meeting Götzis in Österreich (6580 Punkte = persönliche Bestleistung)
- 2017: Team-Europameisterin in Villeneuve-d’Ascq
- 2017: 1. Platz bei der Team-Europameisterschaft in Villeneuve-d’Ascq (Weitsprung)
- 2017: 8. Platz bei den Weltmeisterschaften in London (Siebenkampf)
- 2017: 10. Platz bei den Weltmeisterschaften in London (Weitsprung)

## Privates
Ende September 2016 heiratete Rath standesamtlich und heißt seitdem Salman-Rath.